# Galad Elflandsson
Galad Elflandsson (New York, 1951) kanadai sci-fi és fantasy szerző

## Élete
Az 1980-as években Elflandsson egy fantasyszerzőkből álló csoport tagja volt, akik az ottawai House of Speculative Fiction könyvesboltban ismerkedtek meg egymással. A bolt vezetője Elflandsson volt. A csoport többi tagja Gordon Derevanchuk, Charles de Lint, Charles R. Saunders és John Bell voltak. A csoport adott otthont 1984-ben a 10.  World Fantasy Convention-nak. Elflandson regényét, a The Black Wolf-ot a Donald M. Grant kiadó jelentette meg 1979-ben. Magyar nyelven egyetlen novellája jelent meg a Galaktika 45. számában A Szomorúság völgye címen. 

## Válogatott munkái

### Regények
- "The Black Wolf" (1979)

### Gyűjteményes kötetek
- "Tales of Carcosa" (2018)

### Elbeszélések
- "A Tapestry of Dreams" (1978)
- "How Darkness Came to Carcosa" (1978)
- "Nightfear" (1978)
- "The Piper of Dray" (1978)
- "The Virgins of Po" (1978)
- "The Answer" (1979)
- "The Dance" (1979)
- "The Basilisk" (1979)
- "The Hand of the King" (1979)
- "The Valley of the Sorrows" (1979)
- "The Exile" (1979)
- "The Way of Wizards" (1980)
- "The Flat on Rue Chambord" (1980)
- "Night Rider on a Pale Horse" (1980)
- "An Act of Faith" (1982)
- "The Reaver's Curse" (1984)
- "Something in a Song" (1985)
- "Icarus" (1986)
- "The Last Time I Saw Harris" (1986)
- "Waiting" (1986)
- "The Devil Don't Dance with Strangers" (1986)
- "An Overruling Passion" (1987)
- "Hitch-Hiker" (keletkezés dátuma nem ismert)

### Költemények
- "Beyond the Walls of Clouds" (1978)
- "A Shade's Lament" (1978)
- "Release" (1978)
- "The Good Ship 'Revenger': or, What the Crew Don't Know Won't Hurt Me" (1991)

## Fordítás
- Ez a szócikk részben vagy egészben  a   Galad Elflandsson című angol Wikipédia-szócikk ezen változatának fordításán alapul.  Az eredeti cikk szerkesztőit annak laptörténete sorolja fel. Ez a jelzés csupán a megfogalmazás eredetét és a szerzői jogokat jelzi, nem szolgál a cikkben szereplő információk forrásmegjelöléseként.